# Бородянка (аэродром)
 Аэродром Бородянка  — аэродром находящийся в Киевской области, вблизи пгт Бородянка и всего в 60 км от Киева.

## История
В 1936 году был возведён военный аэродром. Однако после введения в эксплуатацию аэродрома в городе Узин, Бородянка стала резервным аэродромом для дальней авиации. В суверенной Украине, в 1993 году в рамках общей стратегии развития авиации общего назначения в Украине, ЗАО «АС» получило данный земельный участок в постоянное пользование.

## Инфраструктура аэродрома
На аэродроме находится всего 1 ВПП длинной 1700 м и шириной 150 м, а также имеет 2 вертолётной площадки шириной 30 метров каждая. Для самолётов доступен только визуальный заход на посадку (VFR)

Класс аэродрома: Д

PCN покрытия ВПП аэродрома: Грунт, самолёты 4-го класса и вертолёты всех типов, максимальная масса 10 т.